# کاسپی (گرجستان)
کاسپی (به لاتین: Kaspi) یک شهر در گرجستان است.

## خصوصیات
کاسپی  ۱۹٬۹۰۰ نفر جمعیت دارد. شهر کاسپی یکی از قدیمی ترین شهرهای گرجستان و از مهمترین شهرهای پادشاهی ایبری می باشد.